# Epidendrum chrysomyristicum
Epidendrum chrysomyristicum är en orkidéart som beskrevs av Eric Hágsater och E.Santiago. Epidendrum chrysomyristicum ingår i släktet Epidendrum och familjen orkidéer.
Artens utbredningsområde är Peru. Inga underarter finns listade i Catalogue of Life.